# Пруды (Кировский район)
Пруды́ (до 1948 года Ишу́нь Болга́рский; укр. Пруди, крымскотат. İşün, Ишюн) — село в Кировском районе Республики Крым, входит в состав Льговского сельского поселения (согласно административно-территориальному делению Украины — Льговского сельского совета Автономной Республики Крым).

## Население
| 2001 | 2014 |
| ---- | ---- |
| 356  | ↘241 |

Всеукраинская перепись 2001 года показала следующее распределение по носителям языка
| Язык             | Процент |
| ---------------- | ------- |
| русский          | 75.84   |
| украинский       | 13.48   |
| крымскотатарский | 9.55    |
| другие           | 1.12    |

### Динамика численности
| - 1926 год — 37 чел. - 1939 год — 104 чел. - 1989 год — 384 чел. | - 2001 год — 356 чел. - 2009 год — 354 чел. - 2014 год — 241 чел. |

## Современное состояние
На 2017 год в Прудах числится 3 улицы — Крымская, Октябрьская и Победы; на 2009 год, по данным сельсовета, село занимало площадь 22,6 гектара на которой, в 125 дворах, проживало 354 человека. На территории села действуют средняя общеобразовательная школа и ясли-сад № 17 «Светлячок»,

## География
Пруды — село на юго-западе района, на северной окраине Внешней гряды Крымских гор, на левом берегу реки Восточный Булганак, высота центра села над уровнем моря — 90 м. Расположено у стыка границ Советского и Белогорского районов, ближайшие населённые пункты: Льговское в 6,5 км на восток, Добролюбовка в 3 км на юг, за ним и Хлебное, Белогорского района, в 3,5 км на запад. Райцентр Кировское — примерно в 37 километрах (по шоссе) (самое отдалёное село района), там же ближайшая железнодорожная станция — Кировская (на линии Джанкой — Феодосия). Транспортное сообщение осуществляется по региональным автодорогам 35Н-197 Пруды — Льговское и 35Н-196 Пруды — Добролюбовка (по украинской классификации — С-0-10508 и С-0-10507).

## История
Впервые в исторических документах собственно Ишунь болгарский, на территории Старо-Крымского района Феодосийского уезда, встречается на карте 1924 года. Декретом ВЦИК от 04 сентября 1924 года «Об упразднении некоторых районов Автономной Крымской С. С. Р.» Старо-Крымский район был упразднён и село включили в Феодосийский район. Согласно Списку населённых пунктов Крымской АССР по Всесоюзной переписи 17 декабря 1926 года, в селе Ишунь (болгарский), Челеби-Элинского сельсовета Феодосийского района, числилось 8 дворов, все крестьянские, население составляло 37 человек, из них 19 русских и 18 болгар. Постановлением ВЦИК «О реорганизации сети районов Крымской АССР» от 30 октября 1930 года из Феодосийского района был выделен (воссоздан) Старо-Крымский район (по другим сведениям 15 сентября 1931 года) и село включили в его состав. По данным всесоюзной переписи населения 1939 года в селе проживало 104 человека.
В 1944 году, после освобождения Крыма от фашистов, согласно постановлению ГКО № 5984сс от 2 июня 1944 года, 27 июня крымские болгары были депортированы в Пермскую область и Среднюю Азию. 12 августа 1944 года было принято постановление № ГОКО-6372с «О переселении колхозников в районы Крыма» и в сентябре того же года в село приехали первые переселенцы, 1268 семей, из Курской, Тамбовской и Ростовской областей, а в начале 1950-х годов последовала вторая волна переселенцев. С 1954 года местами наиболее массового набора населения стали различные области Украины. С 25 июня 1946 года Ишунь болгарский в составе Крымской области РСФСР. Указом Президиума Верховного Совета РСФСР от 18 мая 1948 года, Ишунь болгарский переименовали в Большие Пруды. В период с 1954 по 1968 годы Большие и Малые Пруды объединили в просто Пруды. 26 апреля 1954 года Крымская область была передана из состава РСФСР в состав УССР. После ликвидации в 1959 году Старокрымского района село переподчинили Кировскому. Время включения в Золотополенский сельсовет пока не установлено: на 15 июня 1960 года село уже числилось в его составе. Указом Президиума Верховного Совета УССР «Об укрупнении сельских районов Крымской области», от 30 декабря 1962 года Кировский район был упразднён и село присоединили к Белогорскому. 1 января 1965 года, указом Президиума ВС УССР «О внесении изменений в административное районирование УССР — по Крымской области», вновь включили в состав Кировского. С 1 сентября 1970 года Пруды в составе Льговского сельсовета. По данным переписи 1989 года в селе проживало 384 человека. С 12 февраля 1991 года село в восстановленной Крымской АССР, 26 февраля 1992 года переименованной в Автономную Республику Крым. С 21 марта 2014 года — в составе Республики Крым России.